# Pesquisa na doença de Parkinson
As pesquisas na doença de Parkinson, também conhecidas como ensaios clínicos, pesquisa médica, estudos de pesquisa ou estudos clínicos, são estudos que tem por objetivo contribuir com conhecimento sobre etiologia, abordagens diagnósticas ou novos tratamentos da doença de Parkinson (DP) estudando seus efeitos em seres humanos. Os ensaios clínicos são concebidos e conduzidos por cientistas e especialistas médicos, que convidam os participantes a testar novas vacinas, terapias ou tratamentos.
Apenas uma pequena porcentagem de pacientes com doença de Parkinson participa de pesquisas clínicas, em especial de ensaios clínicos. Quando não há participantes suficiênte para a condução de ensaios clínicos, isso causa atrasos significativos no desenvolvimento de novos medicamentos e tratamentos.

## Direções de pesquisa
As pesquisas clínicas objetivam, principalmente, testar a segurança e a eficácia de novos tratamentos. Pesquisas clínicas também podem ser conduzidas para investigar outros fatores sobre tratamentos ou procedimentos médicos, como fazer um diagnóstico precoce ou como o tratamento interage com outros medicamentos.
Embora existam uma diversidade de pesquisa clínica, as duas mais conduzidas são: a pesquisa intervencionista e a pesquisa observacional. Por exemplo, pesquisadores que buscam identificar as causas da doença de Parkinson podem realizar um estudo observacional para examinar fatores genéticos ou ambientais que podem ter desencadeado a doença em uma pessoa. As pesquisas de história natural que avaliam como a doença de Parkinson afeta diferentes pessoas e como ela se modifica com o passar do tempo são outro exemplo de pesquisa observacional. Estudos de precisão diagnóstica são usados para investigar o quão bem um teste, ou uma série de testes, é capaz de identificar corretamente pacientes com a doença.
Os pesquisadores que conduzem ensaios clínicos testam o impacto dos tratamentos. Pode fazer parte do protocolo para a realização da pesquisa clínica mudança de comportamento, tomar medicamentos ou realizar cirurgia. Pesquisas intervencionistas e observacionais são igualmente importantes para ajudar a responder perguntas, desenvolver novos tratamentos e, finalmente, encontrar uma cura para o Parkinson. Os ensaios clínicos são conduzidos em uma série de fases.
Para a doença de Parkinson, há pesquisas em andamento em diversas áreas específicas, tanto estudos intervencionais como estudos observacionais.

### Qualidade de vida
As pesquisas sobre qualidade de vida tem como foco investigar a função que a fisioterapia, a terapia ocupacional, os exercícios ou outras intervenções  colaboram na qualidade de vida de pessoas com doença de Parkinson. As pessoas com DP, geralmente, apresentam sintomas motores (tremores, rigidez, lentidão de movimento, instabilidade postural e disfunções da marcha)  bem como sintomas não motores (sintomas neuropsiquiátricos, disfunção autonômica ou outros; ver doença de Parkinson ). Devido a essa diversidade de sintomas, a doença de Parkinson, em geral, afeta o bem-estar físico, social e mental de um indivíduo. Por exemplo, com o progresso da doença o paciente pode ter dificuldades com o autocuidado, constrangimento, isolamento social e depressão.
A pesquisa pode investigar se há uma relação entre qualidade de vida e um sintoma da doença de Parkinson. A pesquisa sobre a doença de Parkinson investigou a relação entre qualidade de vida e rigidez axial, traços de personalidade, e educação do paciente.
Um estudo pode avaliar a eficácia de uma intervenção na redução dos sintomas e o impacto futuro na qualidade de vida do paciente com a doença de Parkinson. Por exemplo, um estudo clínico que investiga o uso da vitamina D como uma possível terapia para melhorar o equilíbrio e reduzir o risco de queda em pessoas com DP e como resultado, espera-se um aumento subsequente na segurança e no bem-estar do paciente. Outro estudo que utilizou mineração de dados e análise de pesquisas clínicas anteriores para explorar a melhora na função motora que pessoas com doença de Parkinson apresentam após o tratamento com levodopa . O estudo indicou que a aprendizagem motora na presença de levodopa pode aumentar a capacidade do corpo de se adaptar à doença de Parkinson.

### Neuroproteção
Neuroproteção é um tratamento que pode retardar, interromper ou reverter a progressão da doença de Parkinson. Em suas pesquisas, os pesquisadores estão tentando desenvolver agentes neuroprotetores para a impedir o avanço da progressão da DP, bem como o progresso de outras doenças cerebrais neurodegenerativas.
Uma diversidade de moléculas foram identificadas como potenciais tratamentos neuroprotetores. No entanto, nenhum deles demonstrou conclusivamente reduzir a degeneração em ensaios clínicos. Os agentes atualmente que estão em foco nas pesquisas que investigam os agentes neuroprotetores incluem medicamentos antiapoptóticos ( omigapil, CEP-1347 ), agentes antiglutamatérgicos, inibidores da monoamina oxidase ( selegilina, rasagilina ), medicamentos promitocondriais ( coenzima Q10, creatina ), bloqueadores dos canais de cálcio ( isradipina ) e fatores de crescimento ( GDNF ).
Vacinas para a doença de Parkinson também são alvos de investigação dos pesquisadores. Esses estudos buscam descobrir mecanismos  que produzem células que alteram a maneira como o sistema imunológico do corpo responde à perda de dopamina . Este tratamento demonstrou sucesso na reversão do Parkinson em ratos, e os pesquisadores estão investigando a viabilidade de estudos clínicos em pessoas.
O exercício pode ser neuroprotetor. Alguns estudos em animais sugerem que o exercício pode atuar como um fator de proteção contra as neurotoxinas dopaminérgicas. Complementarmente, pesquisas conduzidas por meio de estudos prospectivos apresentam  que o risco de desenvolver a DP em humanos é reduzido significativamente pelo exercício na meia-idade. No entanto, mais pesquisas são necessárias para investigar os benefícios do exercício no estágio inicial do Parkinson, o tipo de exercício mais adequado, quando o exercício deve ser implementado e a duração ideal dos exercícios.
Em 2009 foi realizado um estudo composto por 11 revisões sistemáticas e 230 ensaios controlados aleatórios. Os resultados apresentados apoiaram a eficácia da Medicina Herbal Chinesa (MCH) como paraterapia para pacientes com doença de Parkinson.

### Genética
Estudos indicam que dos pacientes com a doença de Parkinson, apenas uma pequena porcentagem herda a doença. No entanto, os estudos que investigam as formas genéticas da doença de Parkinson pode contribuir com o aumento do conhecimento sobre as formas não hereditárias. Inumeros estudos estão examinando os fatores genéticos da DP. Um exemplo de pesquisa genética é um estudo recente que investigou o gene GBA como uma causa suspeita do início precoce da doença de Parkinson .
Um estudo genético realizado por pesquisadores da BGI Genomics revela a causa genética da doença de Parkinson. Publicado no Neuroscience Bulletin, o estudo descobriu que uma mutação no gene da cisteinil-tRNA sintetase (CARS) (c.2384A>T; p.Glu795Val; E795V) é responsável, sugerindo um novo caminho para a prevenção e controle da DP.

### Cirurgia
Os avanços em procedimentos cirúrgicos e técnicas de neuroimagem garantiram que as abordagens cirúrgicas podem ser tão eficazes quanto os medicamentos no alívio de alguns sintomas da doença de Parkinson. A estimulação cerebral profunda (ECP) é uma técnica cirúrgica na qual um pequeno eletrodo é inserido profundamente no cérebro. O eletrodo é conectado a uma bateria implantada sob a clavícula por meio de um fio subcutâneo . A ECP é eficaz na atenuação  dos sintomas da doença de Parkinson, em especial o tremor. Um estudo clínico contribuiu com a elaboração de recomendações sobre a identificação de quais pacientes com a doença de Parkinson têm maior probabilidade de se beneficiar da técnica cirúrgica ECP.

## Astrócitos
A manipulação de células precursoras gliais, em uma pesquisa com um modelo animal, produziu astrócitos que repararam os múltiplos tipos de danos neurológicos com o desenvolvimento da doença de Parkinson. Os pesquisadores implantaram células apenas em ratos com sinais da DP. Os astrócitos usados no estudo são diferentes de outros tipos de astrócitos presentes no cérebro maduro. Quando implantadas nos cérebros de ratos com a doença de Parkinson, as novas células desempenharam um papel semelhante aos astrócitos no cérebro em desenvolvimento, que são mais eficazes na construção de conexões entre os nervos. Os astrócitos implantados recuperaram a saúde e a estabilidade e permitiram que as células nervosas retomassem a atividade habitual.
Uma terapia que pretende ser bem-sucedida e apresentar resultados a longo prazo precisa proteger as áreas do cérebro que estão sob ataque e promover o reparo dos danos causados pelos neurônios dopaminérgicos em outras populações de células cerebrais. A função inadequada dos astrócitos pode contribuir para o desenvolvimento de diversos distúrbios neurológicos.
Após o transplante, dopaminérgicos, interneurônios e sinaptofisina foram todos resgatados. Os interneurônios desempenham um papel importante no processamento de informações e no controle do movimento e são perdidos à medida que a doença de  Parkinson progride. A sinaptofisina é uma proteína essencial para a comunicação entre as células nervosas. Os ratos, modelos animais, transplantados recuperaram as habilidades motoras para níveis normais, essencialmente revertendo todos os sintomas. Até então, nenhuma terapia anterior tinha sido capaz de resgatar essas células.

## Grupos de participantes
Para serem realizados, os estudos de pesquisa clínica sobre a doença de Parkinson demandam a participação de voluntários em todos os estágios da doença para contribuir com soluções para resolver as questões não respondidas a DP e desenvolver novos tratamentos. Alguns estudos buscam inscrever grupos específicos de pessoas.

### Recentemente diagnosticado
Diversos estudos de pesquisa clínica sobre a doença de Parkinson buscam recrutar pessoas recém-diagnosticadas com DP que não estão recebendo nenhum tratamento no momento da pesquisa. Estes ensaios variam em âmbito, alguns focando-se na neuroprotecção, em que os os pesquisadores procuram determinar se um determinado composto pode oferecer protecção às células produtoras de dopamina, contribuindo com a redução da progressão da doença de Parkinson.

### Controles saudáveis
Além de pacientes com a doença de Parkinson, também são necessários para a condução de ensaios clínicos, controles saudáveis, incluindo amigos e familiares de pessoas com DP. Membros da família podem participar de estudos genéticos, e pessoas saudáveis podem participar de ensaios que exigem um grupo de controle de participantes sem a doença. Os estudos de caso-controle são importantes, pois é por meio deles que dois grupos são comparados, grupos de controle (participantes sem a doença) e grupo caso (participantes com a doença).

## Participando

### Benefícios
Pacientes com a doença de Parkinson, seus familiares e seus amigos têm muitas razões para considerar participar de pesquisas clínicas. Muitos participantes colaboram com as pesquisas por acreditar que seu envolvimento beneficia a si mesmos e ao futuro de outras pessoas com a doença. Muitos dos avanços que foram alcançados no tratamento da doença de Parkinson, não teriam acontecido Sem os participantes das pesquisas clínicas. Além de aumentar o conhecimento científico  sobre a doença de Parkinson, a participação em ensaios clínicos pode proporcionar aos participantes acesso aos principais profissionais de saúde e a novos medicamentos e terapias potencialmente úteis. Esse cuidado, em geral, é fornecido gratuitamente. Finalmente, ao participar de estudos clínicos, aqueles cujas vidas são impactadas pela doença de Parkinson podem aumentar o conhecimento e a compreensão da doença.

### Como participar
Pode ser um desafio para o participante encontrar o ensaio clínico adequado, e pode ser ainda mais desafiador para os membros da equipe do ensaio encontrar voluntários para participar da pesquisa. Pacientes com a doença de Parkinson podem consultar seus médicos, discutir com seus familiares e conversar com outros participantes de ensaios clínicos sobre suas experiências. Recursos on-line, como sites confiáveis, para participação podem ser encontrados, como é o caso do site oficial do ClinicalTrials no endereço www. FoxTrialFinder.org. e www.ClinicalTrials.gov.

## Recursos de pesquisa clínica
Há recursos disponíveis para ajudar os pacientes com doença de Parkinson que estão pensando em participar de pesquisas clínicas.

### Localizador de testes da Fox
Liderado pela Fundação Michael J. Fox para Pesquisa do Parkinson, o Fox Trial Finder é um site de correspondência que conecta ensaios clínicos a potenciais voluntários. Desde seu lançamento em 2012, o Fox Trial Finder registrou mais de 19.000 voluntários em vários continentes. Os voluntários inserem suas informações — desde a localização até os medicamentos que tomam — em um perfil no Fox Trial Finder, que os conecta a ensaios clínicos próximos que buscam voluntários com seus critérios específicos. O Fox Trial Finder busca voluntários com e sem doença de Parkinson.

### Defensores do Parkinson na Pesquisa
O programa Parkinson's Advocates in Research (PAIR) da Parkinson's Disease Foundation é uma iniciativa baseada em pacientes que garante que pessoas com doença de Parkinson tenham um papel na definição do processo de pesquisa clínica. Ao treinar defensores com doença de Parkinson para atuarem como representantes de pacientes em conselhos consultivos de pesquisa clínica, o programa PAIR visa melhorar os resultados, ajudando os pesquisadores a superar e identificar barreiras na pesquisa que, de outra forma, eles poderiam ignorar. Os participantes do programa PAIR recebem treinamento por meio do Clinical Research Learning Institute da PDF, um treinamento anual de vários dias que se concentra na educação por meio de sessões de treinamento, workshops liderados por pesquisadores clínicos, bem como interação com coordenadores de estudo e representantes do governo e da indústria.

### Programa de Biomarcadores da Doença de Parkinson
O Programa de Biomarcadores da Doença de Parkinson do NINDS reúne várias partes interessadas para criar um recurso de amostras longitudinais de biofluidos de pacientes com DP e controles e seus dados de avaliação clínica associados para pesquisa de descoberta de biomarcadores. Dados de neuroimagem e genômicos também estão disponíveis para algumas das amostras. Todas as amostras são armazenadas no Repositório de Genética Humana do NINDS no Instituto Coriell e podem ser solicitadas por meio do Recurso de Gerenciamento de Dados do PDBP.

## Organizações de pesquisa
O Instituto Nacional de Distúrbios Neurológicos e Derrame (NINDS), parte dos Institutos Nacionais de Saúde (NIH), é um dos principais financiadores da pesquisa sobre a doença de Parkinson nos EUA. Em 2012, o NINDS financiou aproximadamente US$ 98 milhões de um total de US$ 154 milhões em pesquisas de DP apoiadas pelo NIH. O NINDS apoia programas de pesquisa básica, translacional e clínica sobre DP por meio de uma variedade de mecanismos, incluindo os Centros de Excelência Morris K. Udall para Pesquisa da Doença de Parkinson e o Programa de Biomarcadores da Doença de Parkinson (PDBP). O NINDS acaba de concluir um grande esforço de planejamento para determinar prioridades para futuras pesquisas sobre a doença de Parkinson .
A Parkinson's Disease Foundation é uma presença nacional líder nos Estados Unidos em pesquisa, educação e defesa pública da doença de Parkinson. O PDF trabalha em nome das pessoas que vivem com a doença de Parkinson, financiando pesquisas clínicas promissoras para encontrar tratamentos e curas para a doença de Parkinson. A PDF foi fundada em 1957 e, desde então, investiu mais de US$ 115 milhões em pesquisa científica.
A Fundação Michael J. Fox tem como objetivo desenvolver uma cura para a doença de Parkinson. Como a maior fundação privada para a doença de Parkinson nos EUA, a Fundação Michael J. Fox gastou 325 milhões de dólares em pesquisa. Em 2010, a Fundação Fox lançou o primeiro estudo clínico em larga escala sobre biomarcadores de evolução da doença, com um custo de 40 milhões de dólares em 5 anos.
O CRC para Saúde Mental é um consórcio de pesquisa financiado pelo Governo Federal Australiano que pesquisa biomarcadores, reagentes de imagem e terapêuticas para o diagnóstico precoce da doença de Parkinson.
O Cure Parkinson's Trust, criado no Reino Unido em 1968 por Tom Isaacs, foi fundamental na organização de um ensaio clínico inovador do medicamento GDNF na Universidade de Bristol durante a década de 2010.

## Links externos
- Fundação da Doença de Parkinson
- Localizador de testes da Fox
- Programa de Biomarcadores da Doença de Parkinson do NINDS
- Página de pesquisa sobre a doença de Parkinson do NINDS
- Repositório de Genética Humana NINDS no Instituto Coriell